# Словацьке бароко

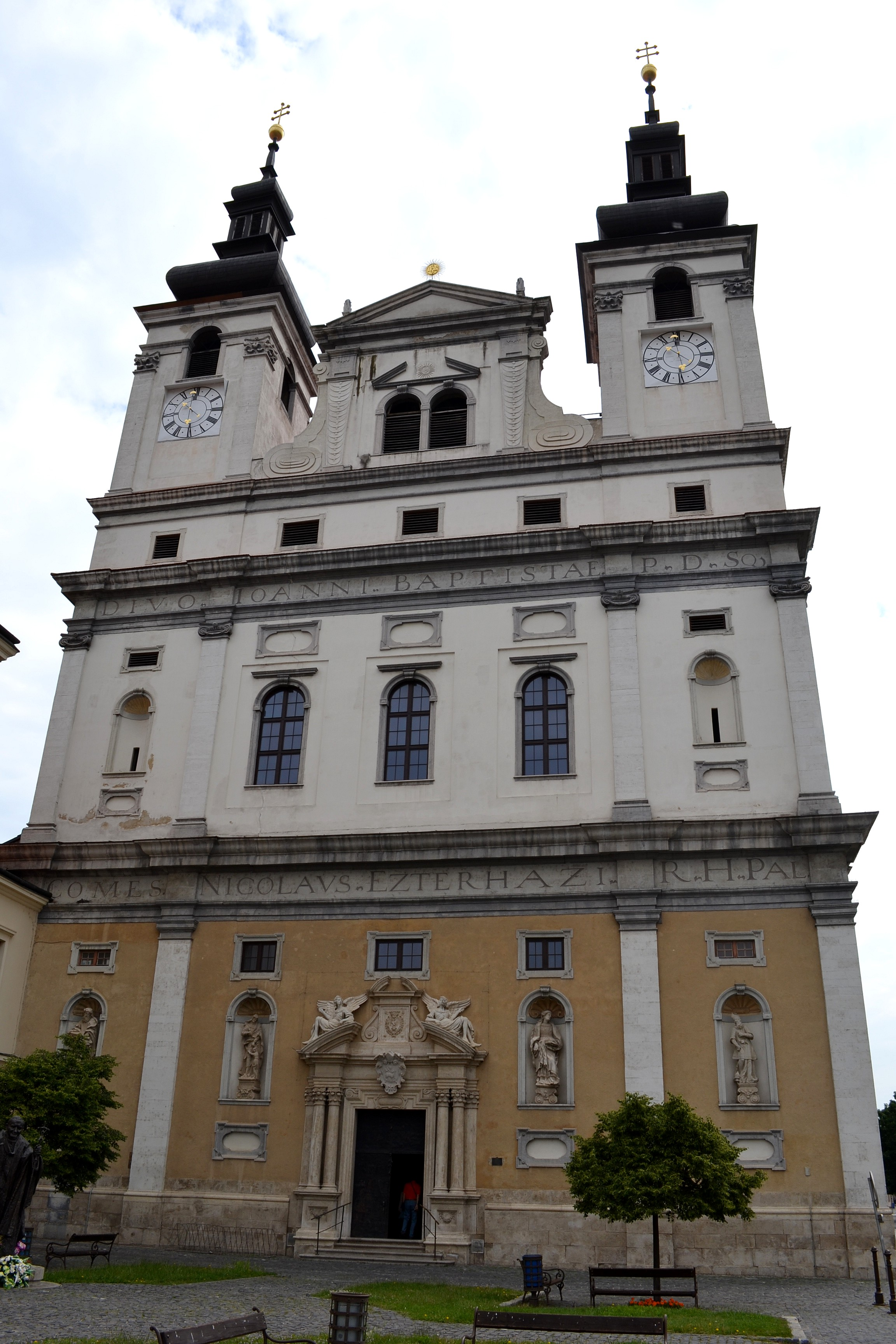
Трнава. Ранньобароковий університетський костел св. Івана Хрестителя єзуїтів, 1629–1637 рр.

 Бароко у Словаччині — історичний етап розвитку культури сучасної Словаччини у 17—18 ст., що мав складний і інтернаціональний характер.

## Передісторія
Ще в добу середньовіччя словацькі землі підпали під керівництво угорських королів.
У складі Угорського королівства Словаччина не являла собою окремої адміністративно-територіальної одиниці, але була поділена, як усе королівство, на комітати (жупи). Поступово Словаччина зазнавала зугорщення (мадяризації): в її південній частині селилися угорці, вищі прошарки населення мадяризувалися; разом з тим ослабли зв'язки з Чехією, від якої Словаччина була відокремлена державним кордоном. У 12 — 13 ст. у Словаччині виникли сильні німецькі осередки, де активно розвивались гірництво і торгівля. Після Битви при Могачі 1526 р. разом з Угорщиною, увійшла до складу монархії Габсбурґів і з 1540 р. понад 150 рр. була майданом низки воєн з турками. Лише у 18 ст. розпочався довготривалий процес національного відродження.
З самого початку бароковий рух на словацьких землях мав інтернаціональний характер, котрим керували угорські магнати, а виконавцями слугували мандрівні архітектори з Італії, італійських кантонів Швейцарії, архітектори з Австрії.

## Місцеве бароко у 17 ст.

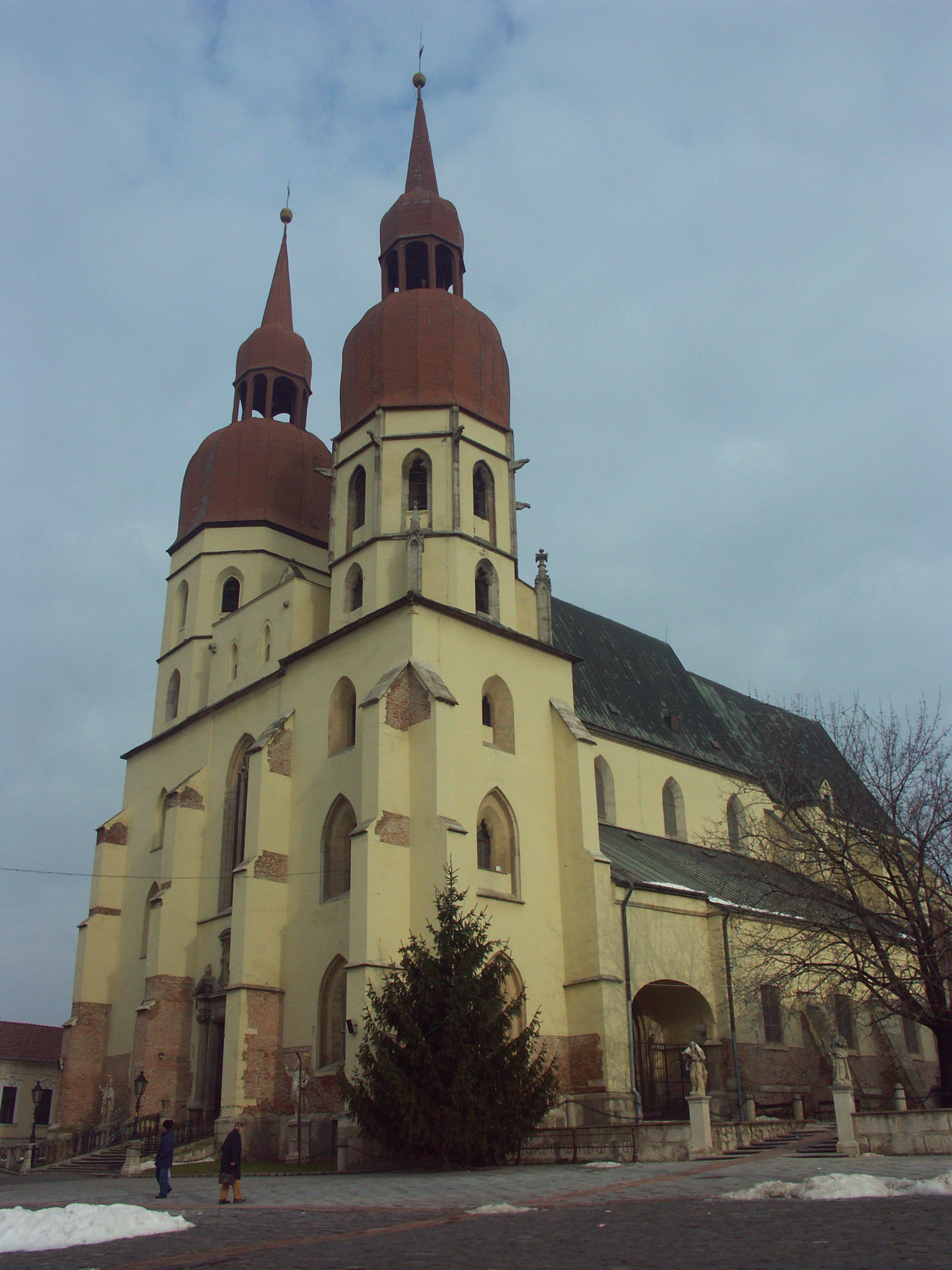
Трнава. Барокові вежі на готичному костелі св. Миколая

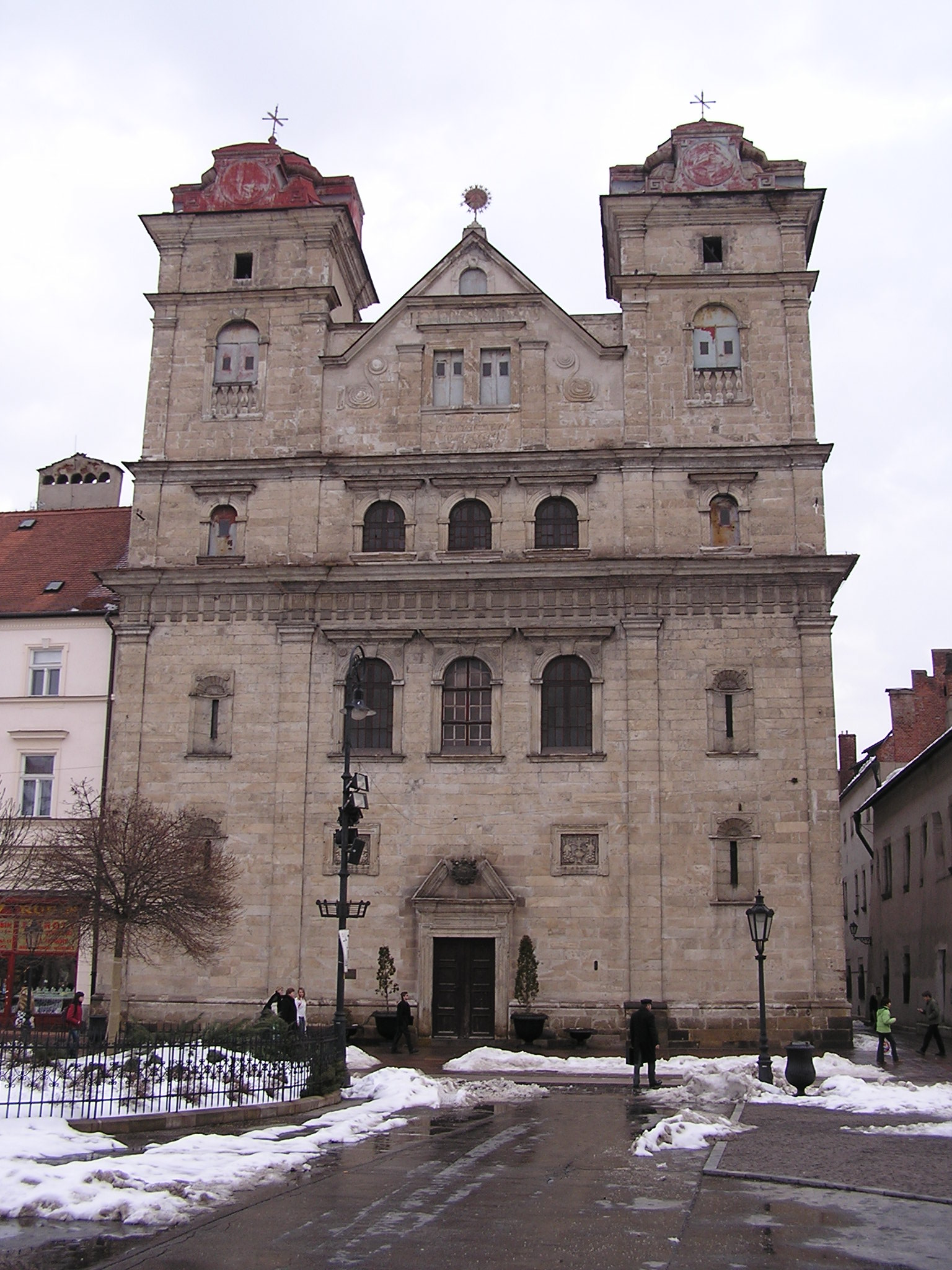
Кошиці, церква Св. Трійці єзуїтів, головний фасад

Бароко як нова стилістична система у Словаччині почало розповсюдження приблизно з 1630 року. На відміну від Чехії, тут не було високоосвіченої первісної генерації архітекторів і майстрів-будівельників, позаяк в провінційному краї досить повільно здавали позиції пізній ренесанс і навіть середньовічні стилістичні форми. Тому в краї почали не з побудови нових споруд в бароковому стилі (як в місті Прага, Валдштейнський палац або Чернінський палац), а з добудов чи перебудов споруд попередніх періодів (перебудови храмів францисканців). Так, орден єзуїтів вибудував в місті Кошиці новий костел у період 1671—1684 рр. Але головний фасад був декорований в стилі пізнього відродження. Про бароко на головному фасаді нагадували лише дві вежі з фігурними дахами. Дахи двічі постраждали від пожеж у 1700 та у 1793 рр. Дахи веж відновили дуже низькими, що сприяло від отриманої архітектури враження попередньої, добарокової доби.
Церковні розбіжності (католицький захід і центр Словаччини і протестантський схід краю) також міцно впливали на розповсюдження бароко. Міста на заході краю прийняли бароко, тоді як східні впродовж 17 ст. будували споруди в різноманітних варіантах пізнього відродження і місцевого маньєризму. Точилася гостра боротьба за насильницьке навернення протестантів у католицизм, тому у словацьких протестантських громад конфісковували протестантські храми і перебудовували їх в барокові (нові фасади, нові барокові вівтарі, нові каплиці). Землі Словаччини католики перетворили на майдан запеклої боротьби контрреформації з реформацією. Тому барокова стилістика досить повільно просувалась на схід, а на перші місця вийшла сакральна барокова архітектура, а не світська. Так, за фінансової і ідеологічної підтримки магната С. Любомирського орден піарів вибудував бароковий монастир і костел на протестантському сході у Подолінці у 1647–1684 рр.
Два значущі барокові центри Угорщини і Словаччини склались у Пожоні (нині Братислава) та у Трнаві. Обидва міста і до цього були помітними духовними центрами. Значення Трнави підвищилось і тому, що тут розмістив власну резиденцію архієпископ Естергома. Землі Словаччини приймали нові хвилі угорців-емігрантів під час кожної нової навали турків-османів на угорські регіони. Трнава мимоволі стала центром контрреформації.
На бік католиків перейшли відомі магнатські угорські родини (Естергазі, Пальфі, Ліппай), котрих діяльно підтримували численні католицькі чернечі ордени. Тиск на протестантів був як ідеологічний, так і економічний. Протестантські громади примушували передавати храми католикам, діяла заборона на побудову нових протестантських храмів у камені чи цеглі, дозволяли будувати лише дерев'яні. Храми протестантів примушували будувати без веж, без вівтарних частин і за умов несхожості на барокові католицькі храми. Це були молитовні будинки.

## Світська барокова архітектура
Світська барокова архітектура почала розвиватись лише у місті Братислава (тодішня назва Прешпорок або угорською По́жонь), бо По́жонь десятиліттями був коронаційним містом королів Угорщини. Вона мала провінційний і вторинний характер. Досить середній художній рівень барокових споруд був подоланий лише у трьох ранніх комплексах, і це були —
- перебудова Пожоньського замку (Град)
- Палац магната Пальфі під Градом
- Літній палац архієпископа.

Після 1630 р. Угорський сейм наказав П. Пальфі відбудувати поруйнований Пожоньський Град. Проєкт створив архітектор Джованні Баттіста Карлоне, реалізувала проект бригада архітекторів і будівничих (Йоган Альберталл, Дж. Б. Россо. Дж. Петруччі та інші). Джованні Баттіста Карлоне був також автором проєкту барокового палацу для П. Пальфі під Градом (зруйнований без відновлення).

## Перебудови і зміцнення фортець

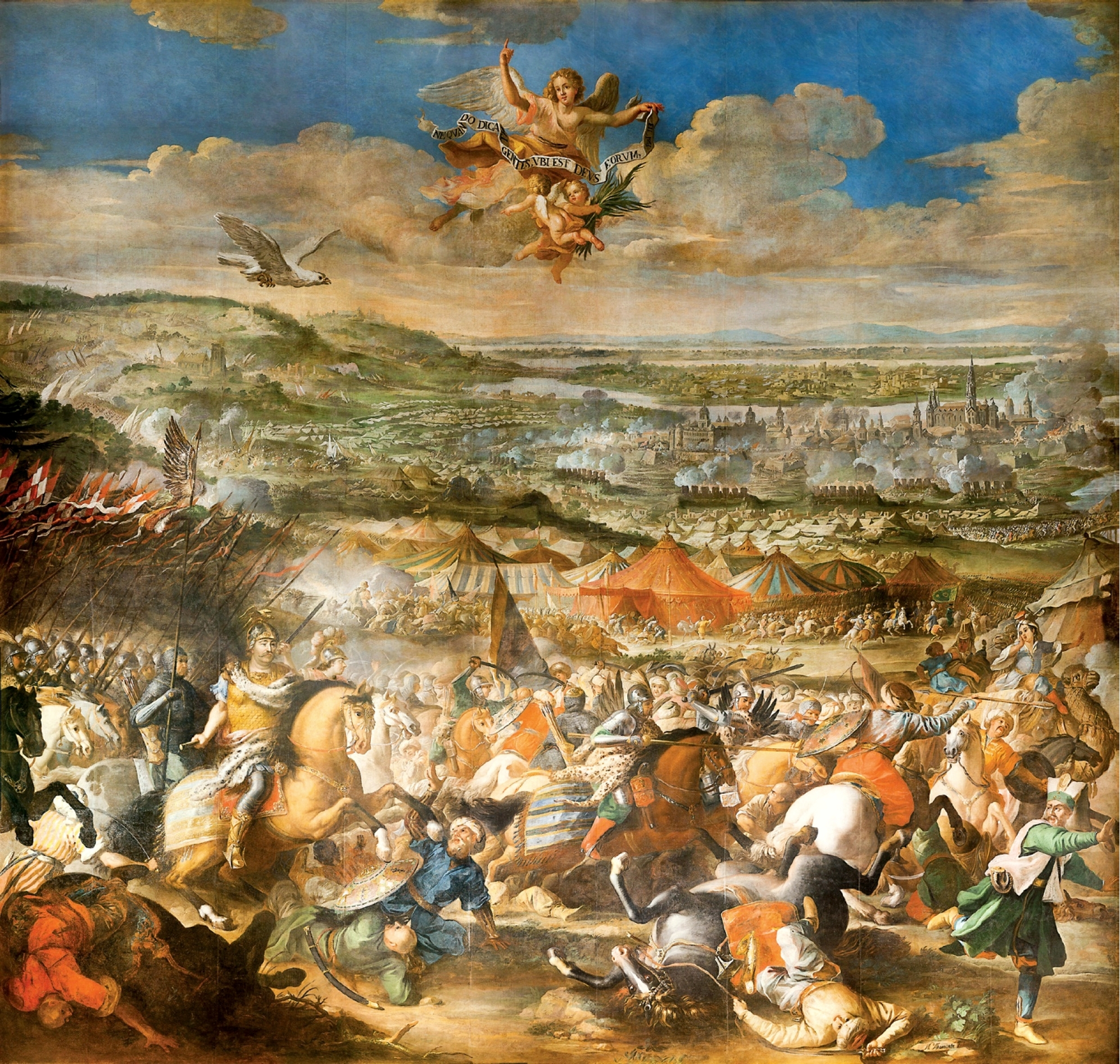
Мартин Альтомонте. «Перемога під Віднем під керівництвом Яна ІІІ Собеського 12 вересня 1683 року»

Турки-османи просувались на західні землі тодішніх Угорщини і Австрії. Стан набув критичного рівня у 1660-і роки, коли турецькі армії захопили фортеці Нове-Замки, Нітру, Левіце. Черговим об'єктом захоплення і пограбування відтепер могла стати і Братислава.
Аби стримати просування ворога уперед уряд Австрійської імперії доручив архітекторові і військовому інженеру Й. Приамі створити проекти нових фортець. Аврально були створені нові фортеці в Комарно і в Братиславі (фортеця Леопольдів) в період 1665–1668 рр.
Через декілька років військову ситуацію в краї суттєво поліпшили возз'єднані армії під проводом Яна ІІІ Собеського, що розбили турецькі армії під Віднем 12 вересня 1683 р. та під Парканами 9 листопада того ж року. Австрія (та Угорщина і Словаччина в її складі) починають переходити до періоду стабілізації і відновлення поруйнованого і спаплюженого у війні з турками. В імперії почався будівельний бум і розквіт бароко.

## Барокові майстри, що працювали на землях Словаччини

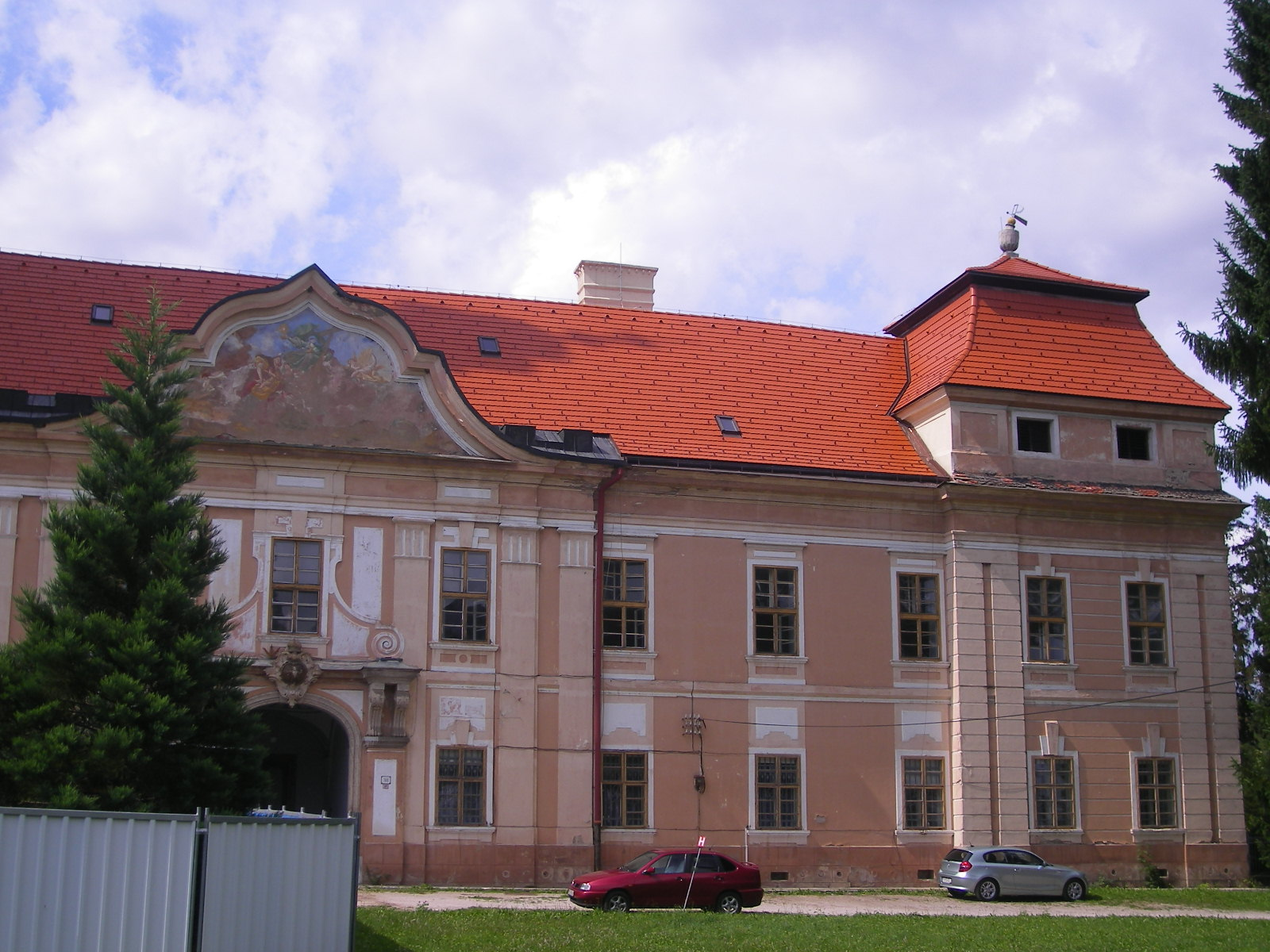
Арх. Франц Антон Пільграм. Монастир в Ясові, Словаччина

- Б. Книллінг (17 ст.), скульптор-різьбяр з Відня
- В. Стадлер (17 ст.), скульптор з Трнави
- Йоган Альберталл (середина 17 ст.), архітектор і виконроб
- Йоган Приамі(середина 17 ст.), фортифікатор і військовий інженер
- Джованні Баттіста Россо, декоратор
- Йоган Грубер, художник з Відня
- Джованні Баттіста Карлоне (Giovanni Battista Carlone 1603–1684), архітектор з міста Генуя
- Доменіко Мартінеллі (Domenico Martinelli, 1650, Лукка — 1718, Відень ?), архітектор з Відня і священик
- Франц Антон Пільграм (1699–1761), архітектор з Відня[2]
- Георг Рафаель Доннер (1693–1741), скульптор з Відня
- Д. Ф. Алліо (перша половина 18 ст.), архітектор з Відня
- Дж. А. Гальярді (перша половина 18 ст.), художник
- Андреас Майєрхоффер (Andreas Mayerhoffer), архітектор
- Антон Ерхард Мартінеллі (1684–1747), архітектор
- Йозеф Емануель Фішер фон Ерлах (1693–1742), архітектор і інженер, син віденського архітектора Йогана Бернгарда Фішера фон Еллаха (1656–1723).
- Йоган Лукас Кракер (Johann Lucas Kracker 1717–1779), художник, переважно фрескіст
- Франц Антон Маульберч (1724–1796), художник
- Мартин Вогерл (1-а половина 18 ст.), скульптор

## Місцеве бароко у 18 ст.

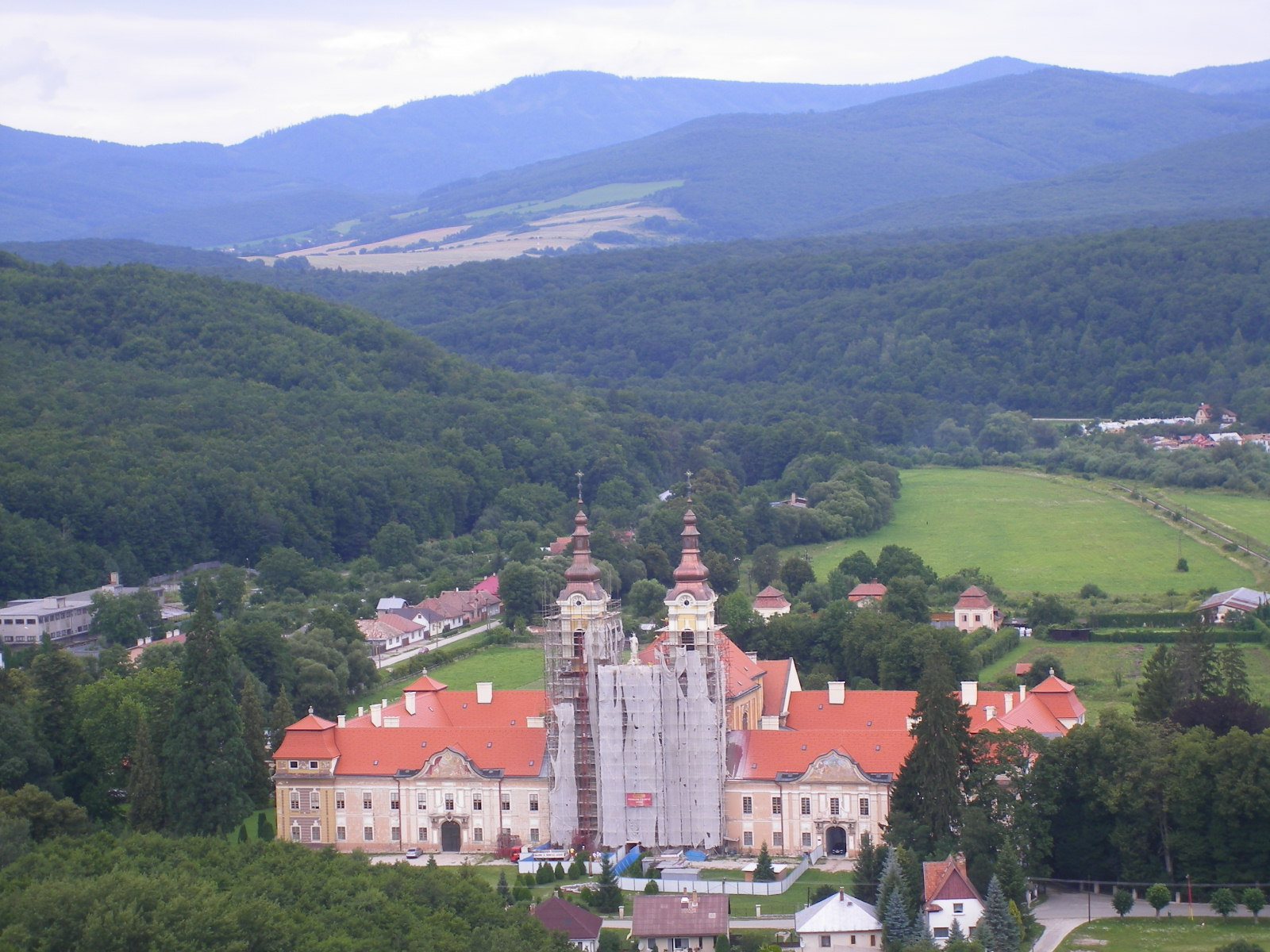
Монастир в Ясові, реставрація, фото 2009 р.

Надзвичайно вдалою була ініціатива угорця-примаса Йосипа Естергазі, коли той запросив на працю Франца Антонія Пільграма, високо обдарованого архітектора з Відня. Ф. А. Пільграм працюватиме на землях Словаччини два десятиліття з перервою. Першою значною спорудою Пільграма стали монастир і костел елжбетинок у Пожоні (Братислава). Потім був новий костел для хрестоносців неподалік (зруйнований без відновлення). В місті Нітра Пільграм розробив проект реконструкції і зміцнення собору, що врятувало споруду від обвалу.
Безумовним архітектурним шедервом Пільграма став проект монастиря у Ясові з монастирськими корпусами, двовежевим костелом і садом бароко. На землі Словаччини Пільграм приніс ансамблеву забудову, коли кожна частина комплексу доповнює і прикрашає частини інші. Пільграм помер і монастир в Ясові за його моделями і креслениками вибудував А. Цехмайстер. Фрески в монастирі створили художник Й. Л. Кракер, скульптури — Я. Краус, що сприяло бароковій довершеності монастирського комплексу.

## Чотири барокові палаци

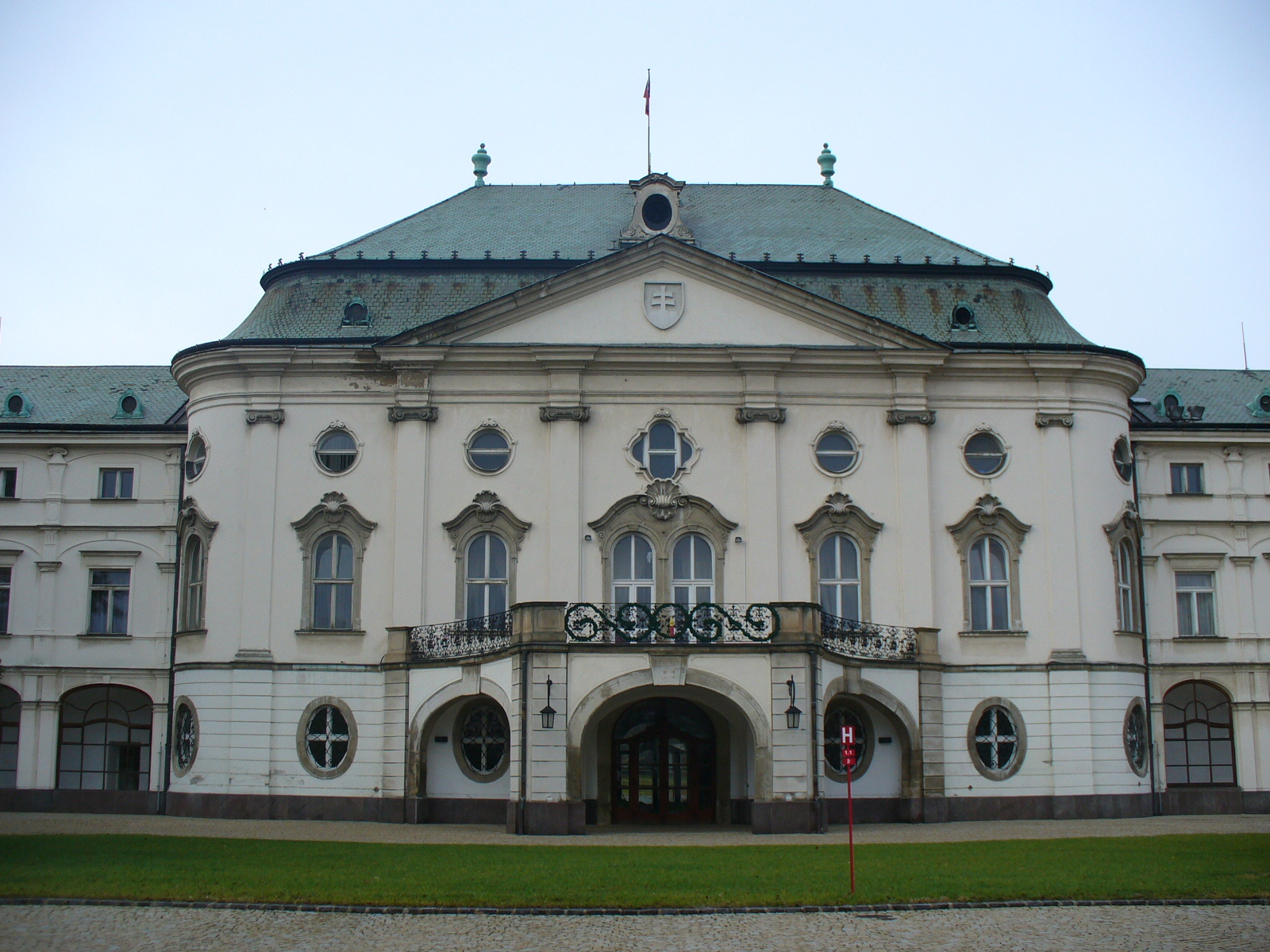
Літній палац архієпископа (в минулому), Братислава. Центральний ризаліт палацу.

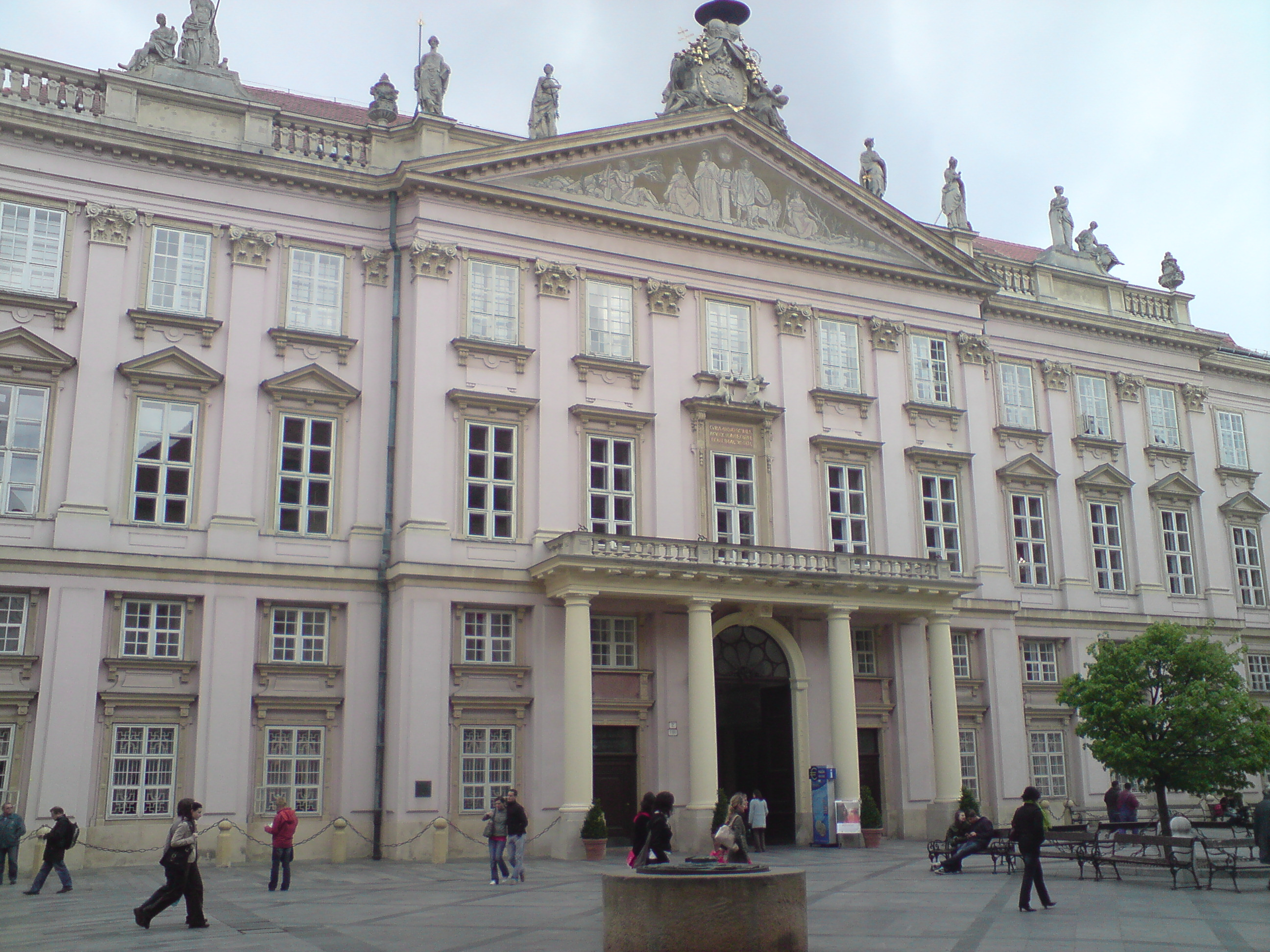
Примациальний палац (палац примаса), Братислава.

Економічна стабілізація на початку 18 ст. в маленькому краї тодішньої Австрійської імперії сприяла появі декількох барокових ансамблів. На землях Словаччини були створені парково-палацові комплекси у Велькем Біеле, у самій Братиславі для найбагатших осіб краю.
- Палац у Велькем Біеле. Володарем і замовником був кардинал І. Чаки. Проект створив віденський архітектор Антон Ерхард Мартінеллі. Мартінеллі з міркувань економії повторив план палацу, що вже тут існував, з чотирма корпусами і замкненим внутрішнім двором. Але декор фасадів був вже бароковим, а кутові вежі головного фасаду розмістили діагонально до умовного центру споруди. Діагонально вибудовані вежі перенесені в цивільну архітектуру з фасадів сакральних споруд (найкращий приклад на землях України — Костел Непорочного Зачаття Пречистої Діви Марії (Городенка), арх. Бернард Меритин, в місті Прага — церква Яна Непомуцького на скелі, арх. Кіліан Ігнац Дінценгофер).

Але володарю не було видно сад бароко з вікон палацу, тому садовий корпус розібрали до фундаментів і розкрили внутрішній двір палацу на сад. Серед втрат палацу — комплекс декоративних фресок, що створив художник Дж. А. Гальярді (знищені без відновлення у роки 2-ї світової війни).
- Примациальний палац (палац примаса), Братислава. Нині існуючий палац вибудований на місці колишнього палацу примасів у місті за наказом Й. Батіані. Проект створив архітектор М. Хефеле. Другий поверх зберігав низку парадних зал, що переходом були пов'язані із Дзеркальною залою та каплицею св. Ладислава.

Головний фасад був декоративно досить стриманим, прикрашеним лише пілястрами та низками великих вікон, що нагадувало наближення стилю класицизм. Про бароко нагадували численні декоративні скульптури на аттику та фреска у трикутному фронтоні роботи художника Ф. А. Маульберча. Фрески у фронтонах головних фасадів досить поширена оздоба в бароковій архітектурі Австрійської імперії. Фреска була знищена і замінена пізніше на мозаїку.
- Літній палац архієпископа, Братислава. Первісно вибудований ще у 17 ст. Примас Йозеф Естергазі наказав ремонтувати Літній палац бл. 1740 року. Палац перебудували у 1761 р. за проектом архітектора Франца Антона Хіллебрандта (перероблені фасади, низка парадних зал, облаштували новий почесний двір, створили декоративні ґратки в стилістиці рококо). Про прихід рококо свідчили заокруглені кути споруди і чудернацький дах з переломом, низка складних за формою вікон центрального ризаліту палацу. Належить до найкращих зразків перехідного періоду від бароко до рококо в архітектурі Словаччини.

За бароковою традицію палац ще мав великий сад бароко. Сад знищили у 19 ст., тому збережена невелика його ділянка біля самого палацу з сучасними рослинами і сучасно створеним фонтаном. 1939 року за проектом архітектора Е. Беллуша палац пристосували під адміністративну установу. На початок 21 ст. є спорудою уряду Словаччині.
- Палац у Бернолаково. Належить до найкращих зразків провінційних садиб краю. Був створений на замову примаса Йозефа Естергазі у період 1712–1722 рр. Автор проекту невідомий.

Враховуючи, що примас запрошував лише талановитих виконавців, автором міг бути Йоган Бернгард Фішер фон Ерлах з Відня. Палац створений у вигляді літери «П» і прикрашений трьома вежами. Палац ремонтований після пожежі 1911 року і пошкоджень у роки 2-ї світової війни.

## Зразки барокової скульптури в Словаччині

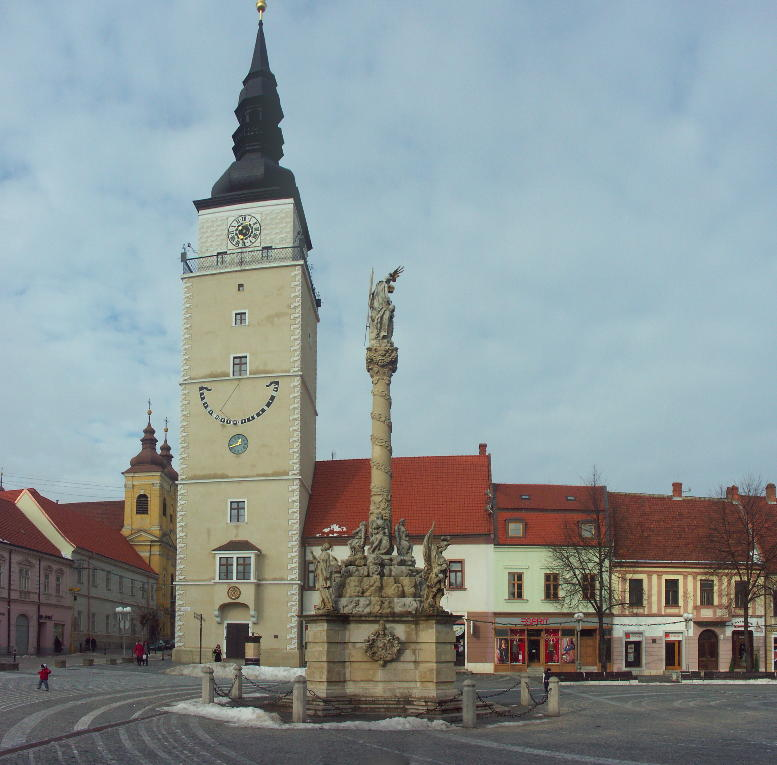
Трнава. Чумний стовп на тлі міської ратуші з вежею і костела св. Трійці

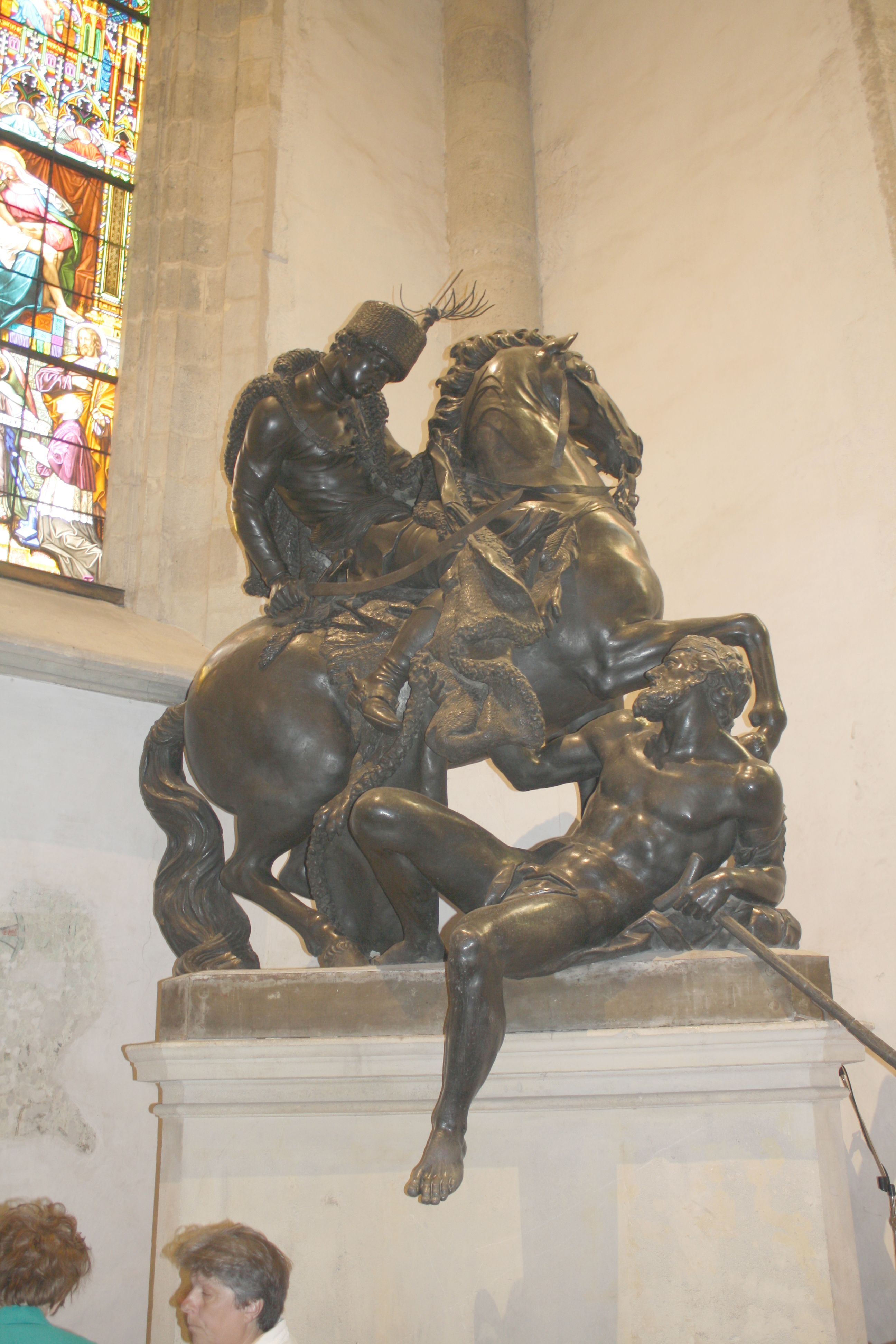
Георг Рафаель Доннер. «Св. Мартин і жебрак», Собор св. Мартина, Братислава.
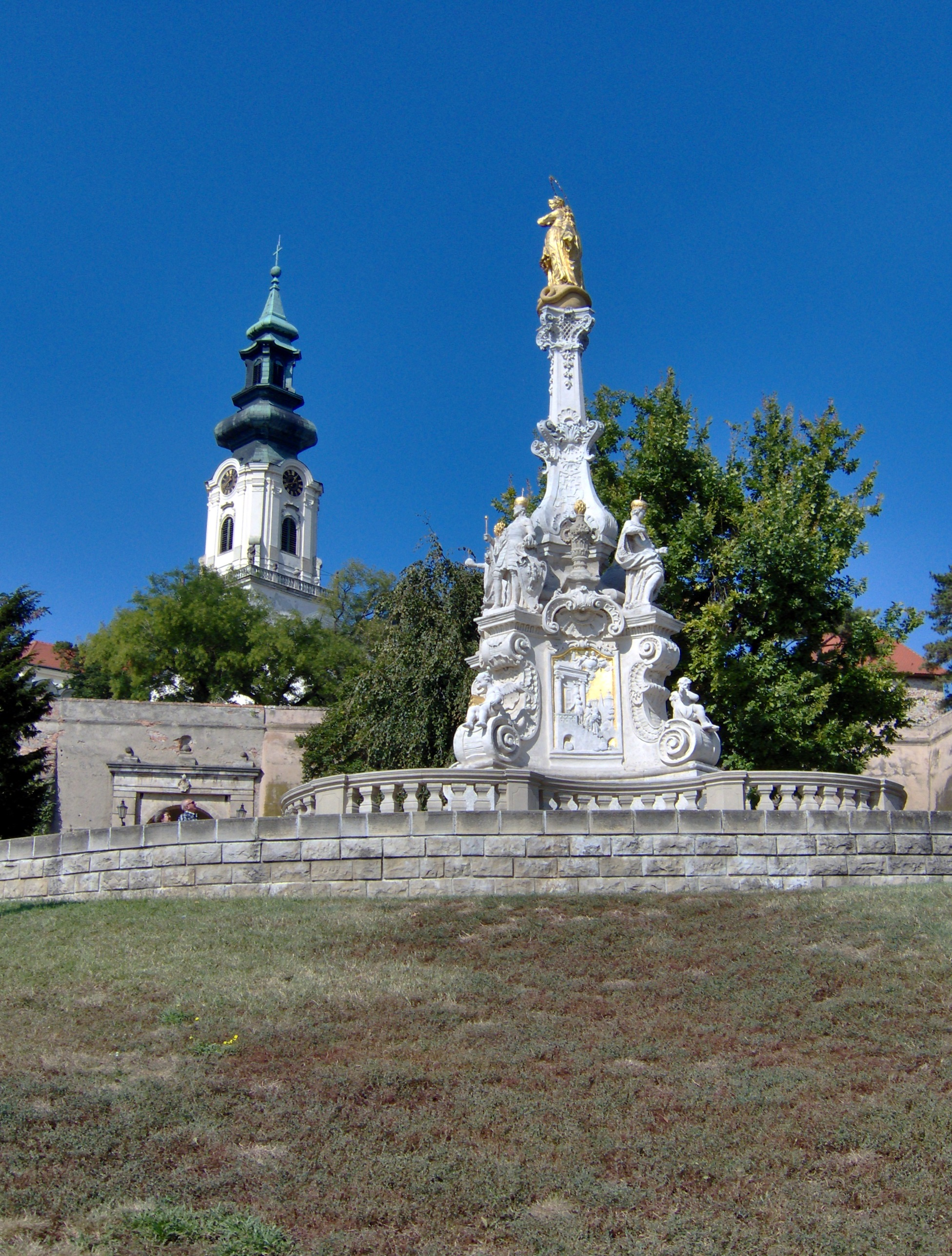
Нітра. Чумний стовп (Маріанська колона), арх.Франц Антон Пільграм, скульптор Мартин Вогерл.
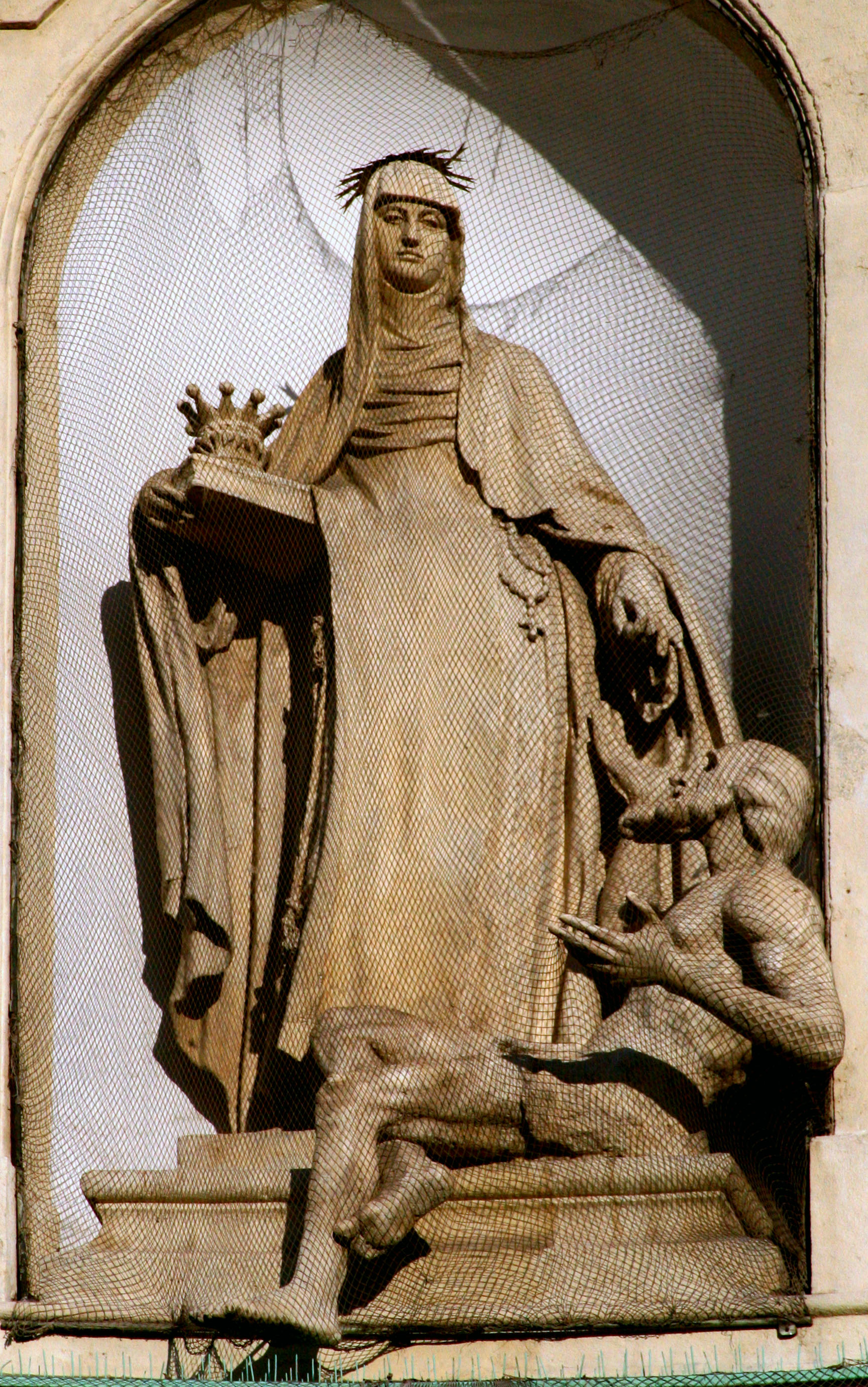
Людовик Год. «Св. Елжбета Угорська дає милостиню», монастир св. Елжбети, Братислава
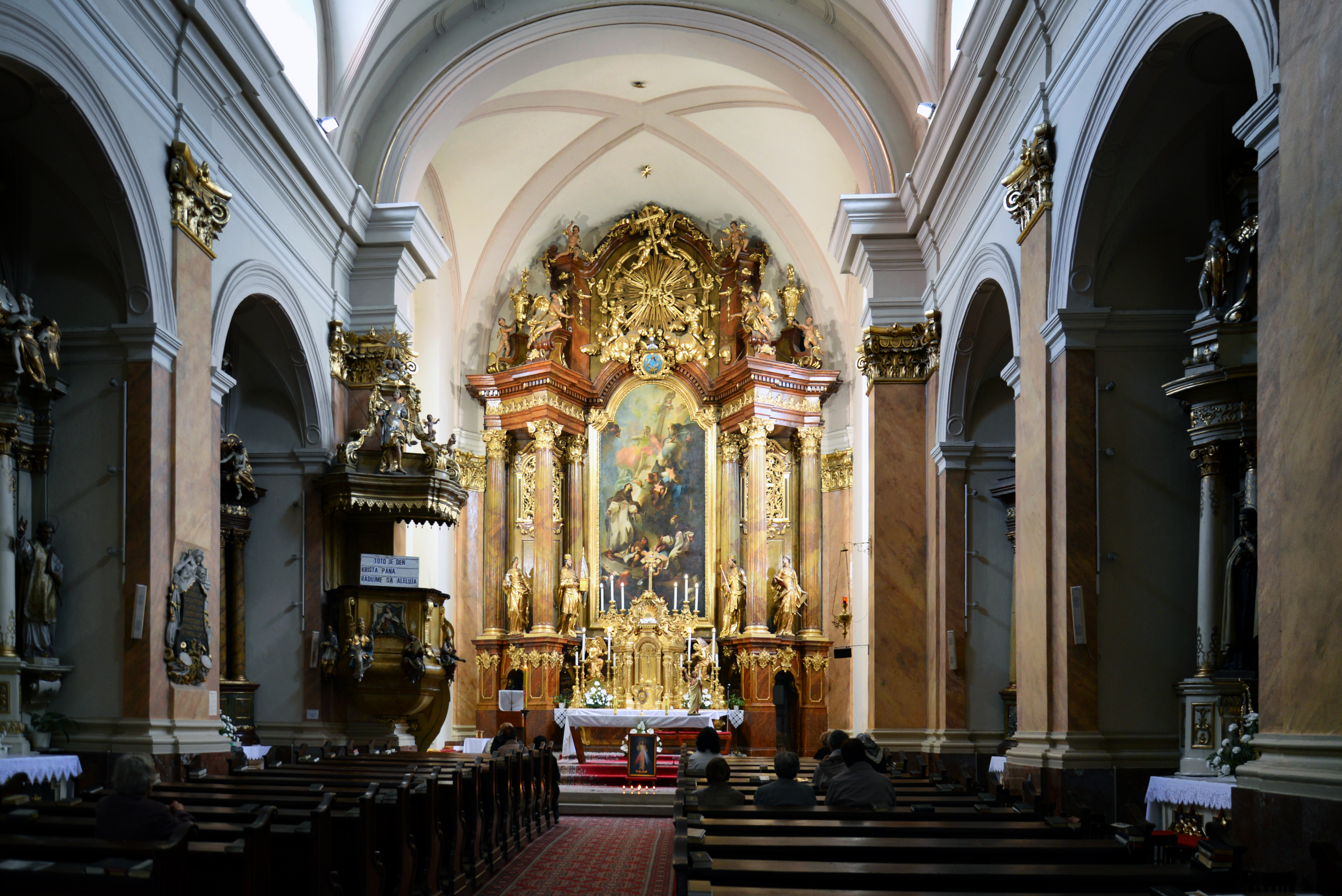
Трнава, церква св. Трійці, головний вівтар.
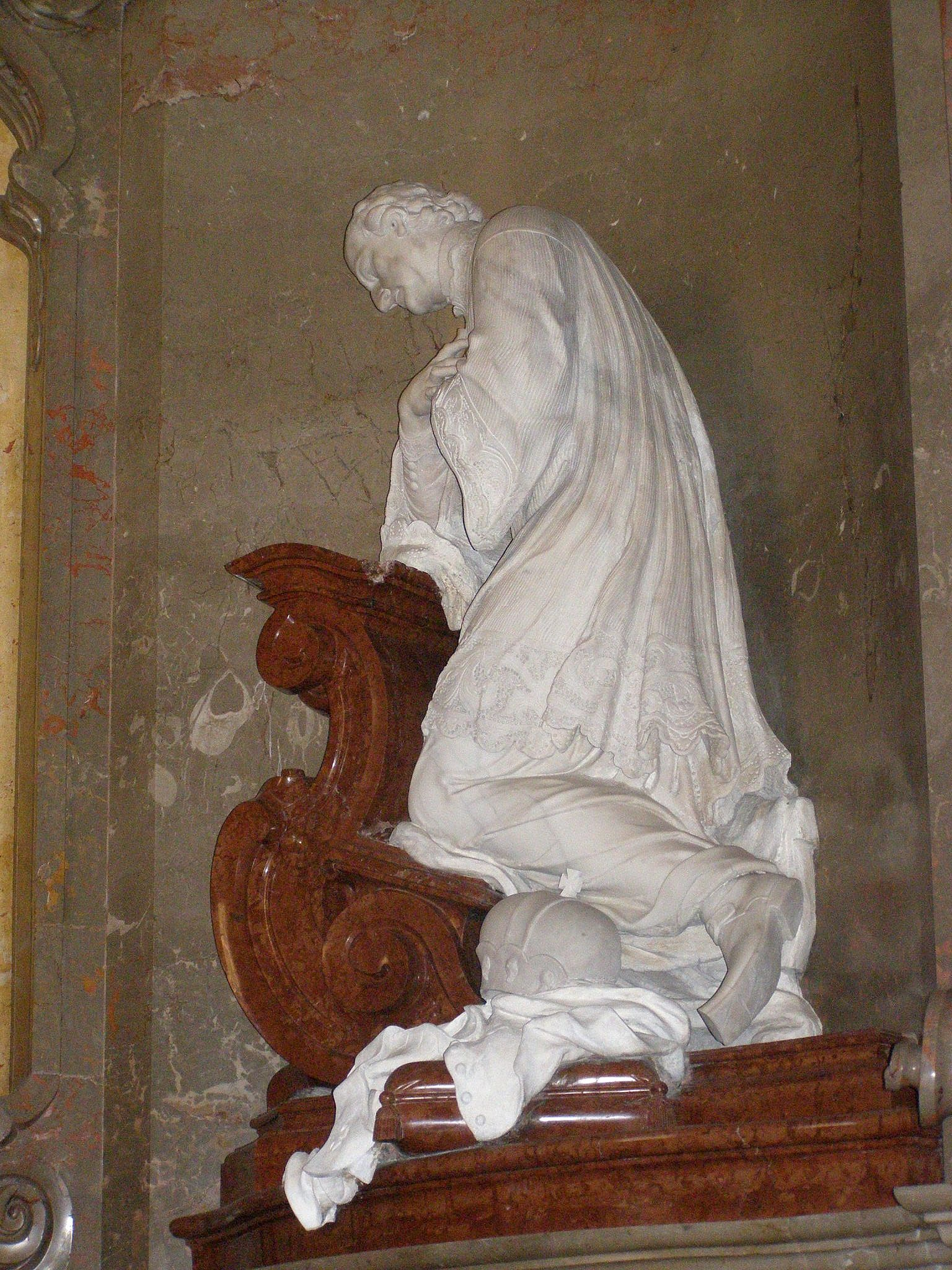
Георг Рафаель Доннер. «Архієпископ Імре Естергазі», мармур, 1730-і рр., каплиця Яна Милостинця, собор св. Мартина, Братислава

## Галерея обраних фото

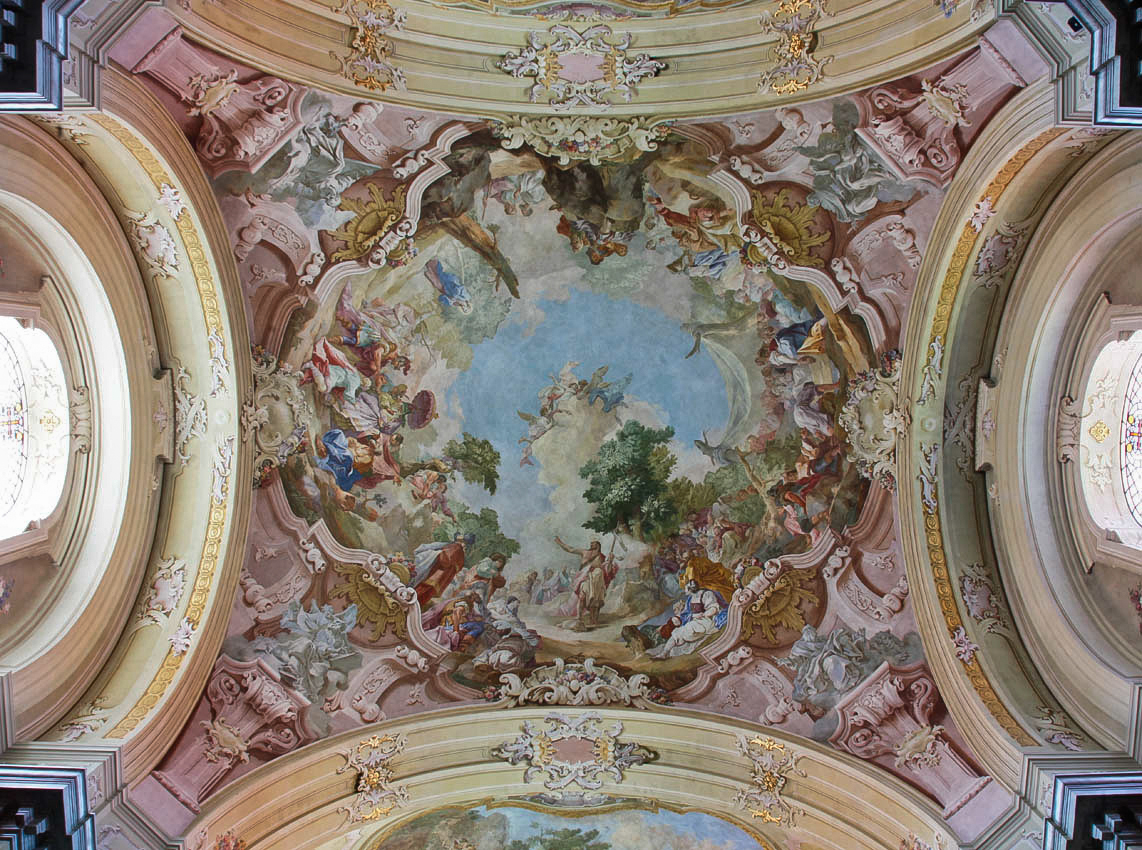
Йоган Лукас Кракер."Проповідь Івана Хрестителя", купол монастирського костела в Ясові, Словаччина

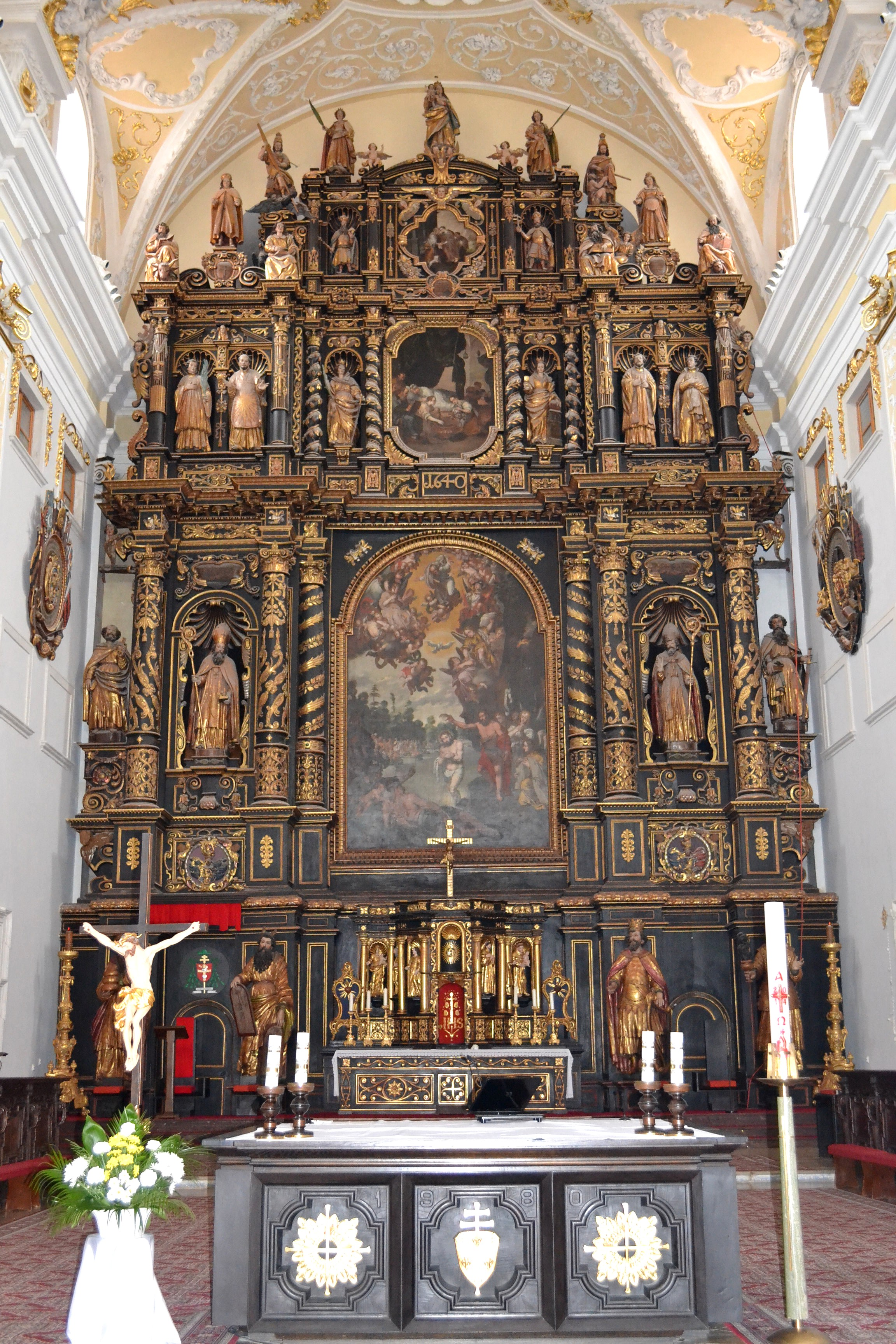
Трнава. Ранньобароковий університетський костел св. Івана Хрестителя єзуїтів, головний вівтар, 1637–1640 рр.

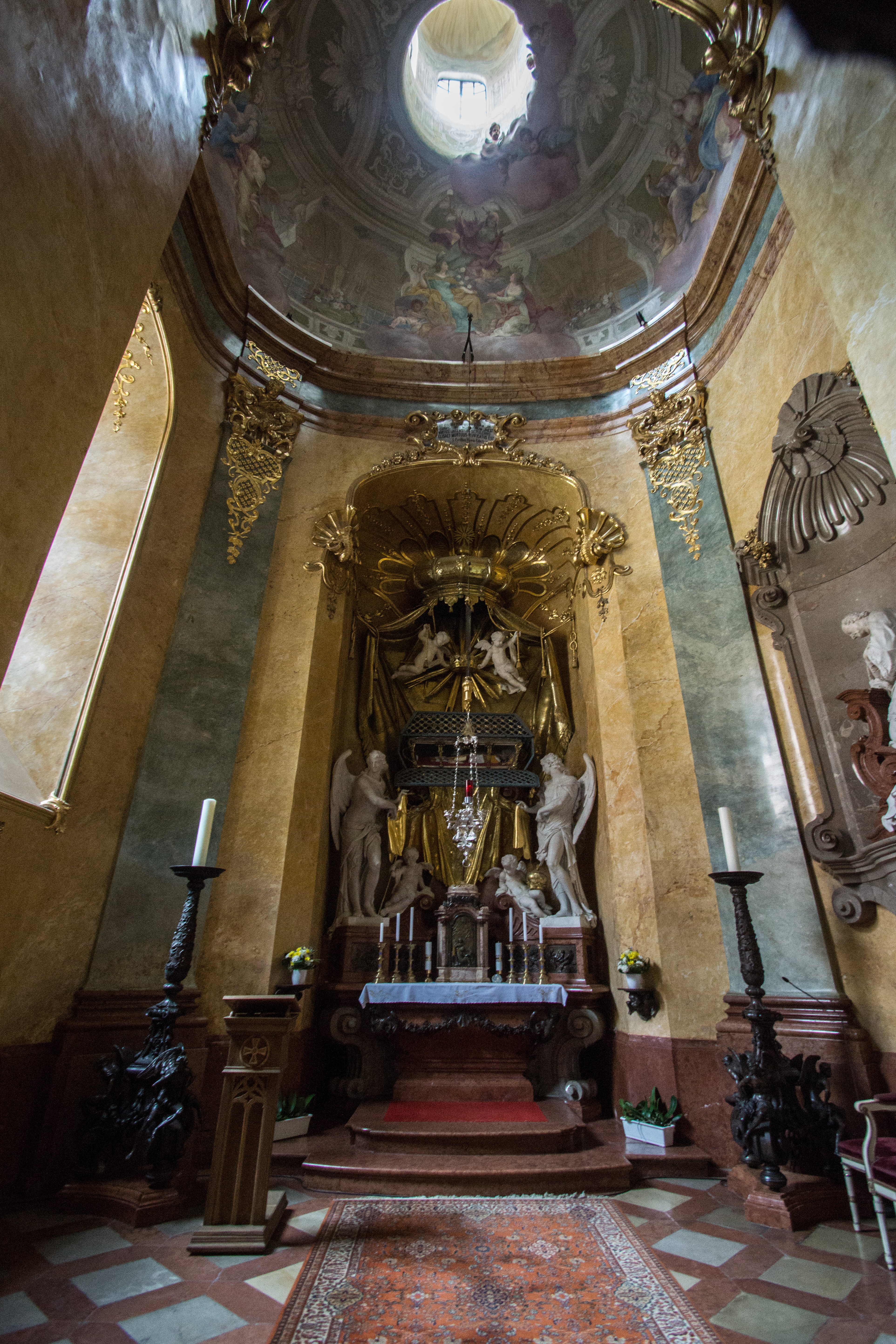
Каплиця Яна Милостинця (вівтар), собор св. Мартина, Братислава.

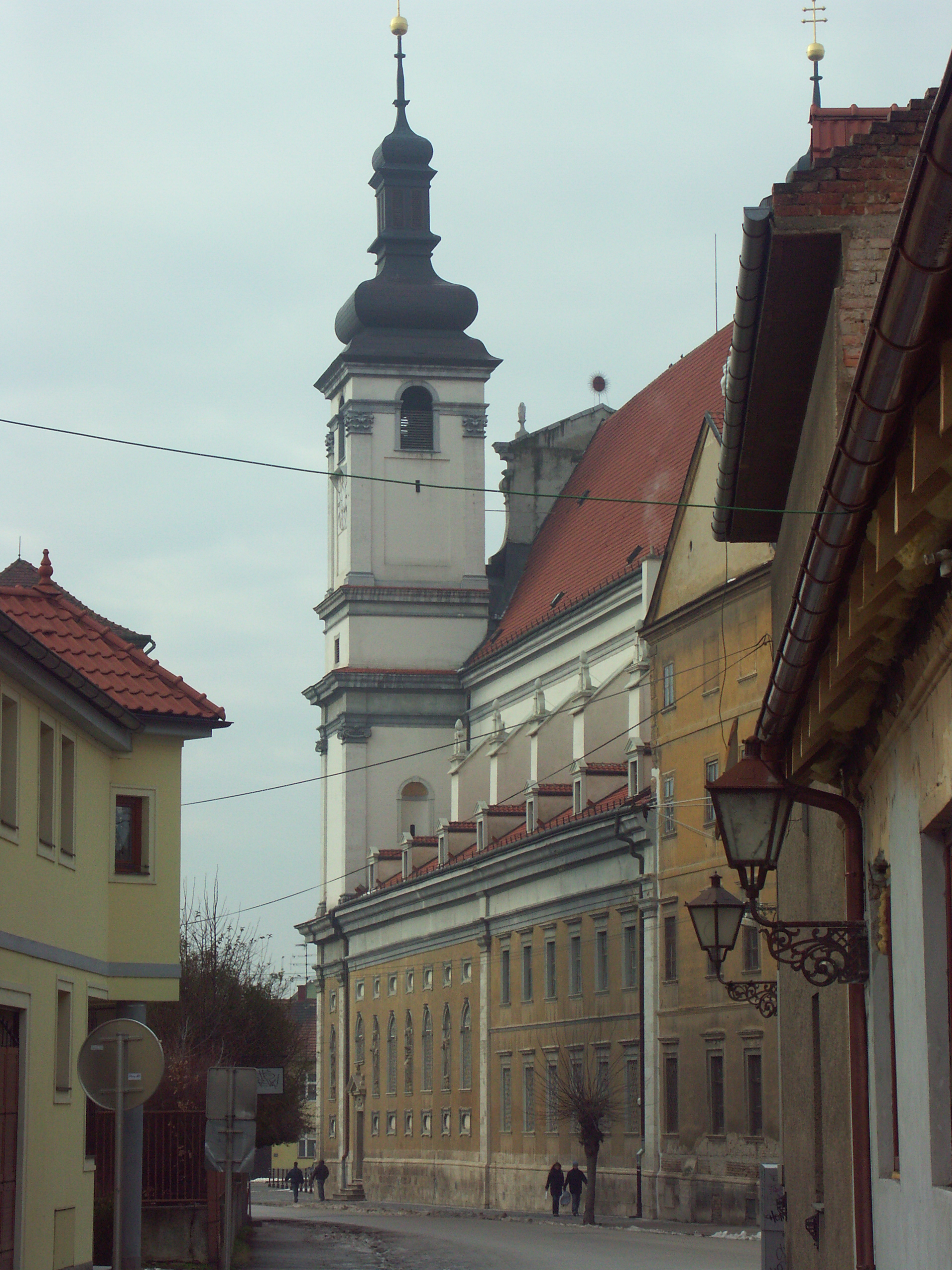
Трнава. Ранньобароковий університетський костел св. Івана Хрестителя з двома вежами, бічний фасад
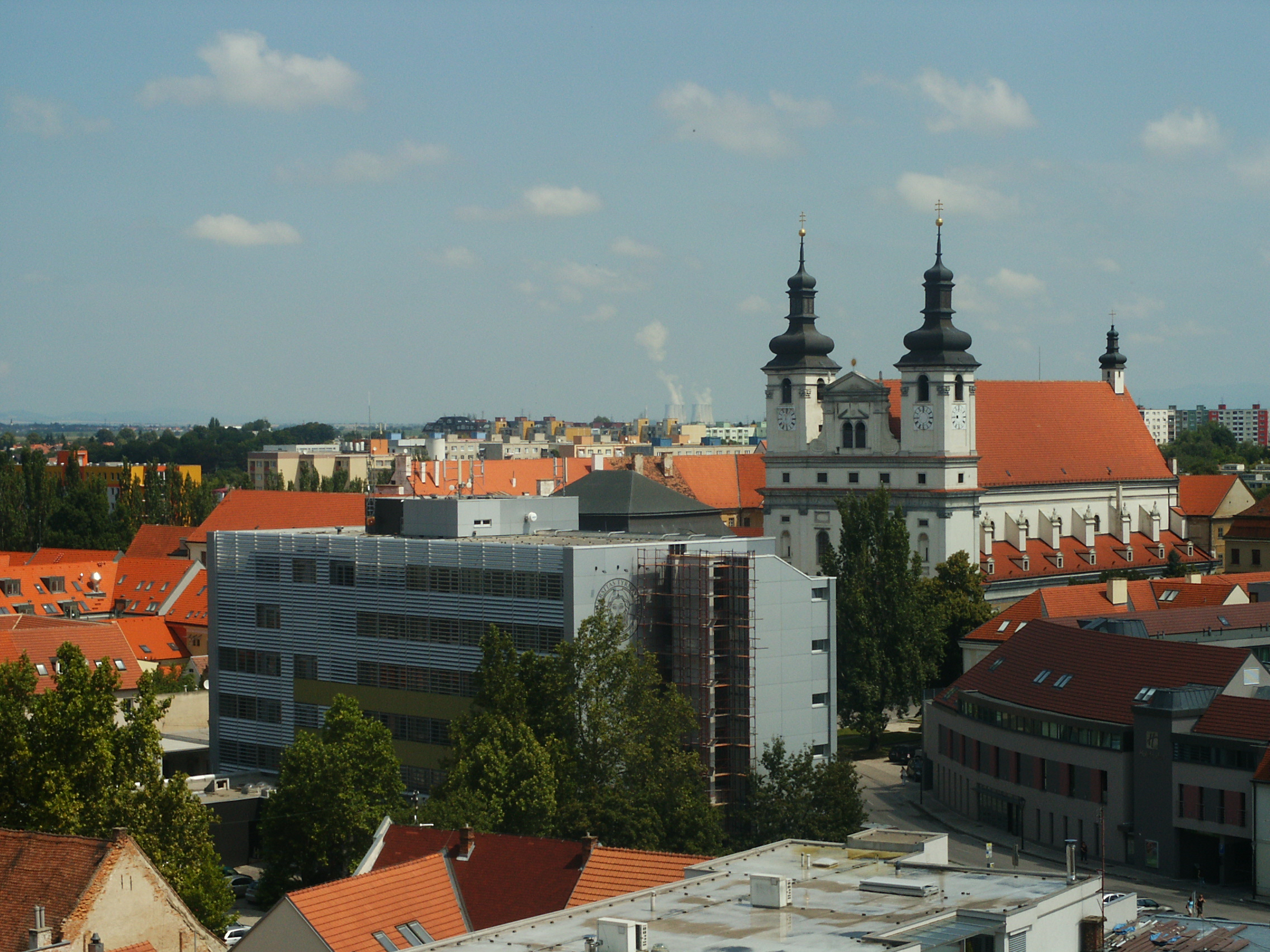
Костел св. Івана Хрестителя єзуїтів в сучасній забудові Трнави.
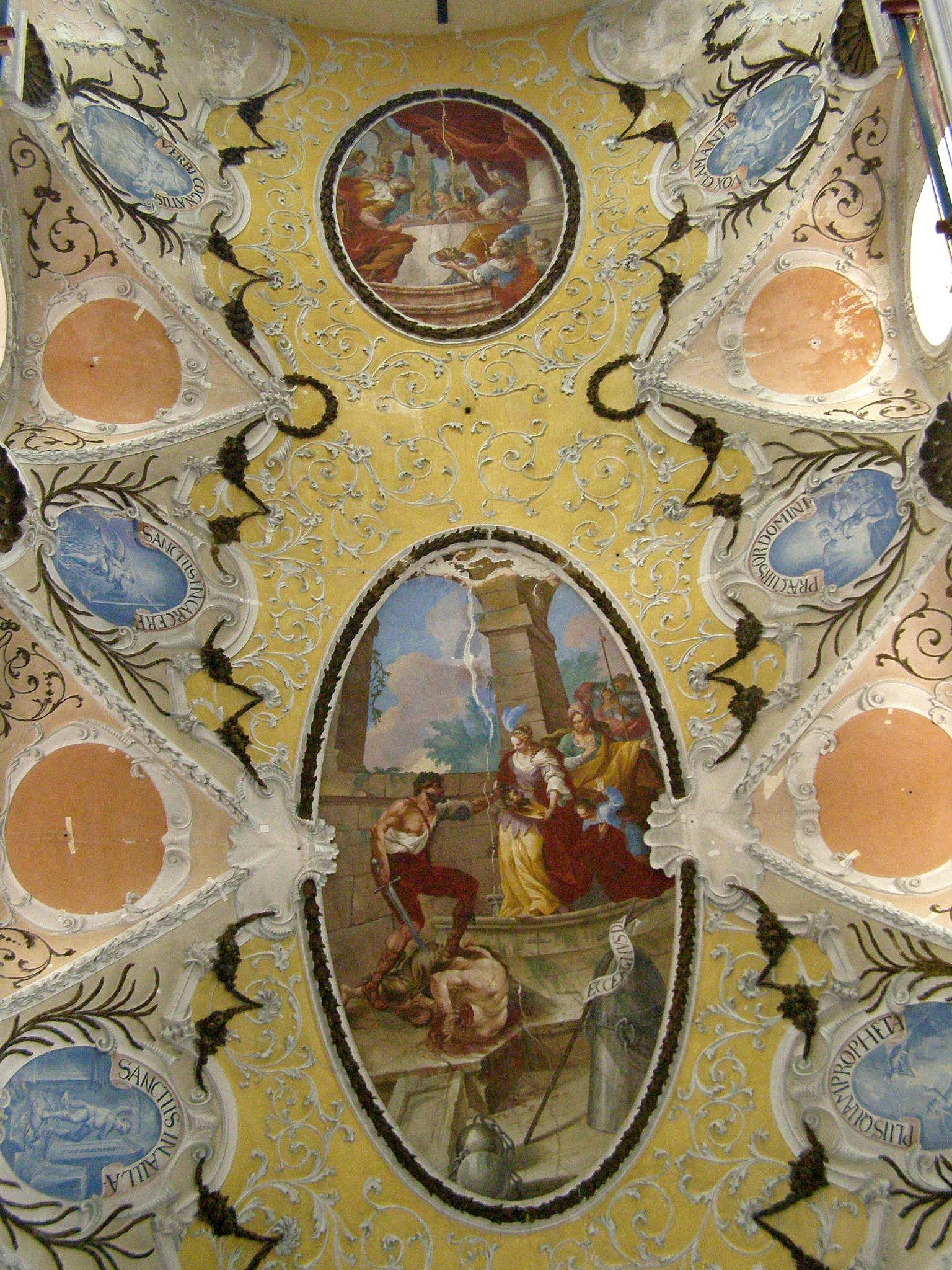
Трнава.Декор стелі в костелі Івана Хрестителя. В овалі «Саломея з відрубаною головою Івана хрестителя»
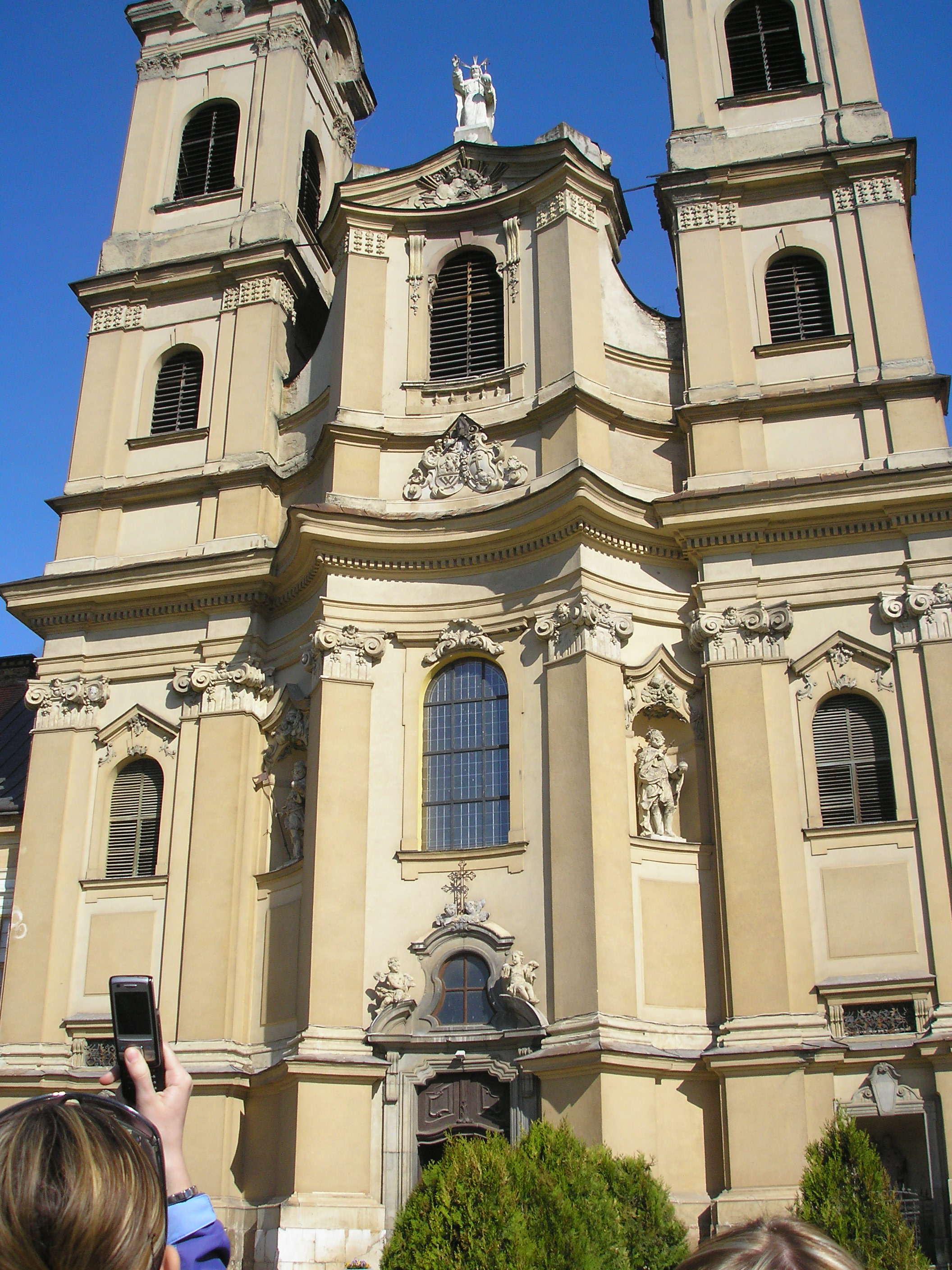
Франц Антон Пільграм. Монастирський костел в Ясові, головний фасад
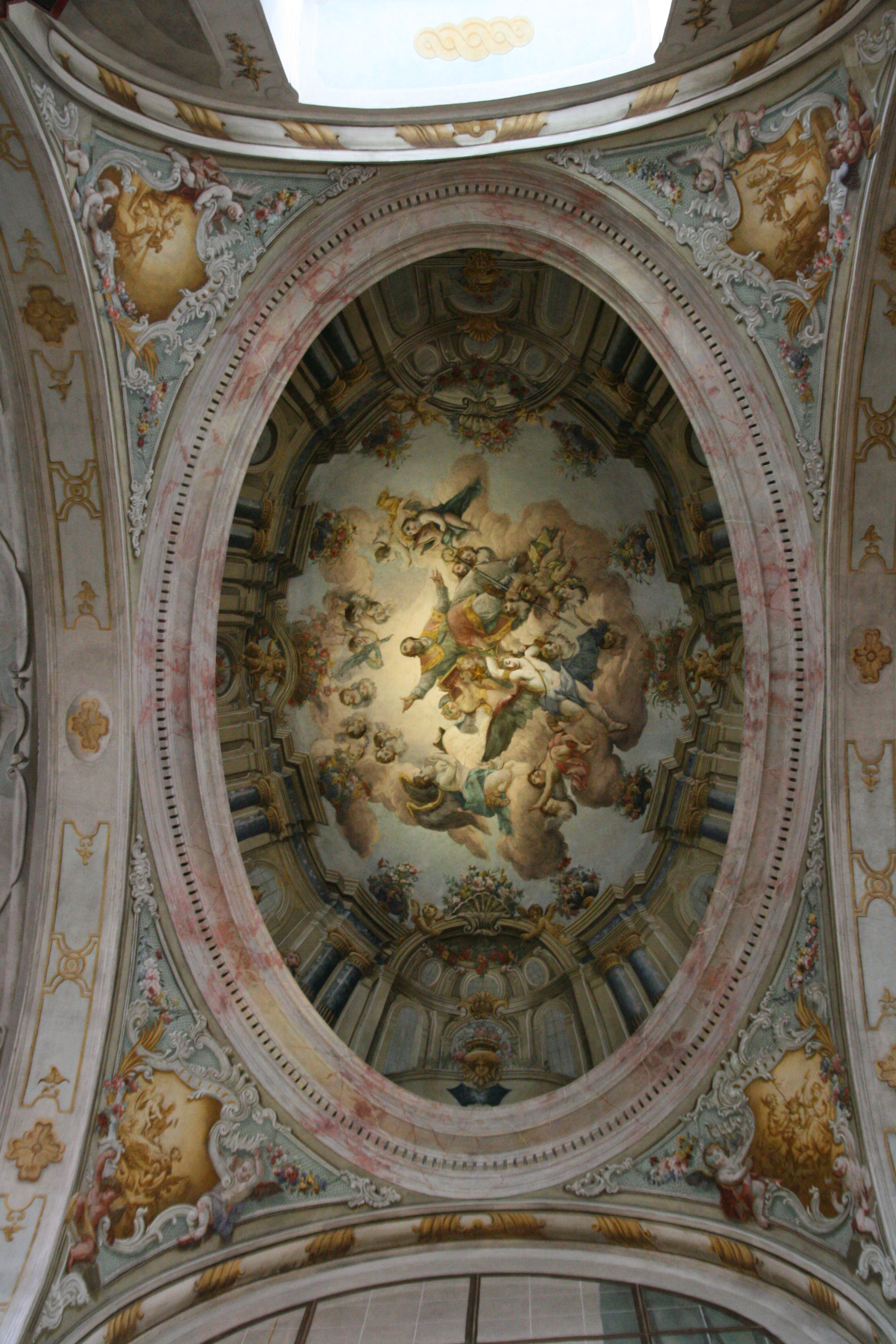
Нітра. Катедральний собор св. Еммерама, імітація купола на стелі.
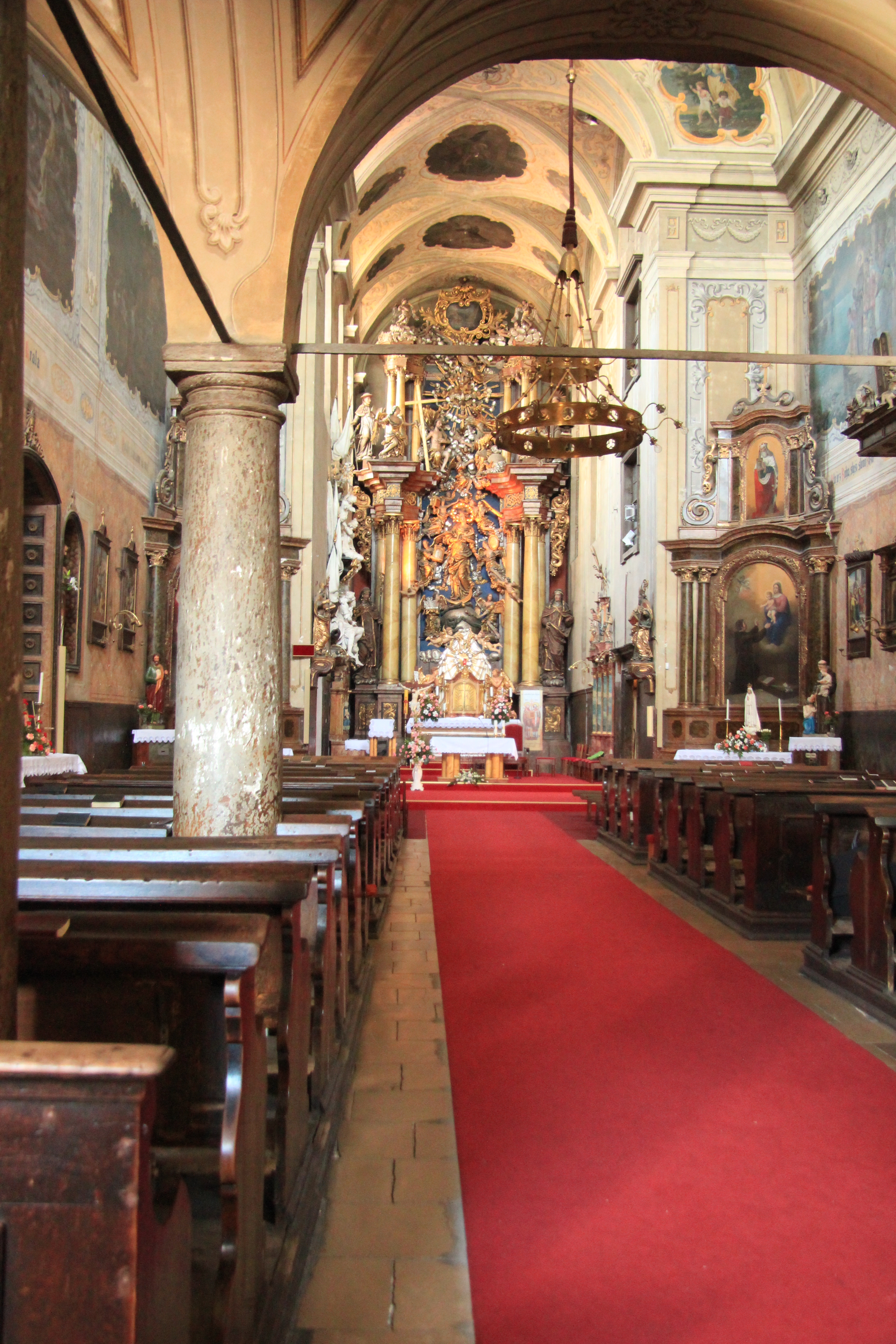
Малацки, костел монастиря францискнців, вівтар доби бароко
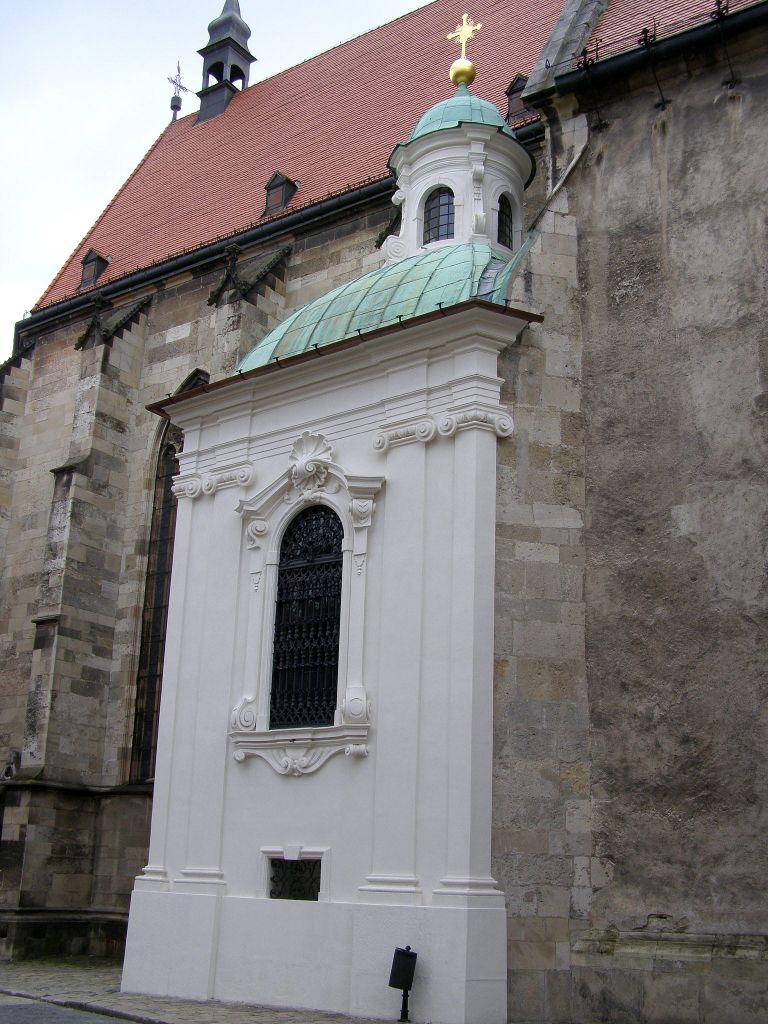
Каплиця Яна Милостинця, собор св. Мартина, Братислава.
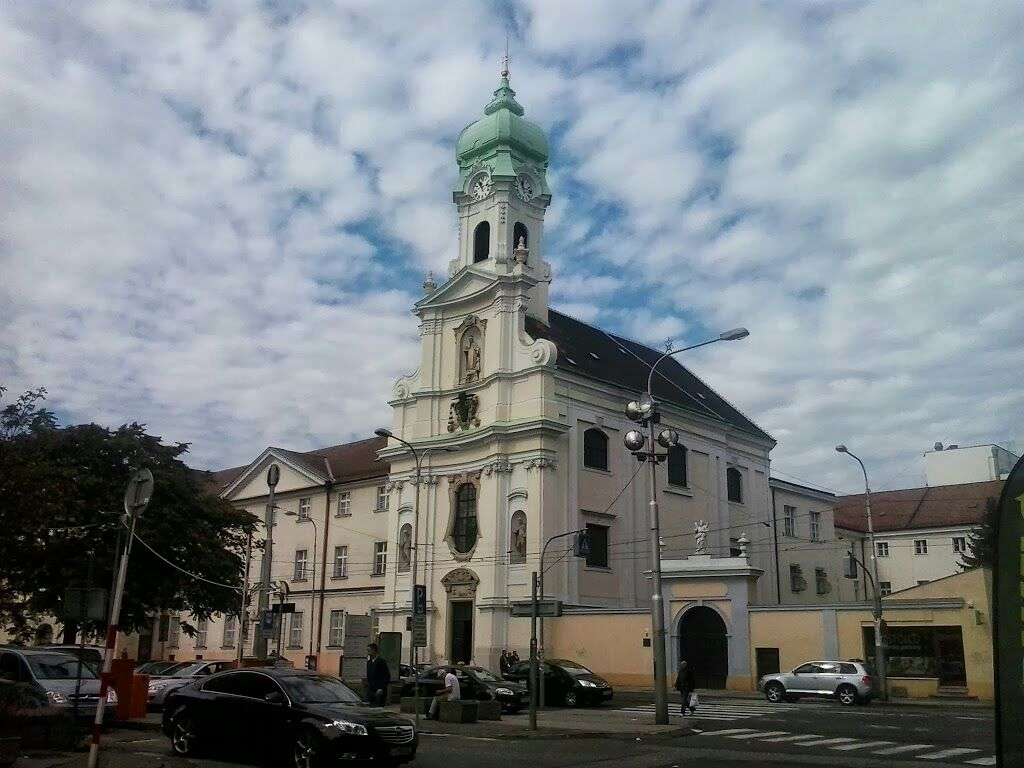
Братислава, монастир і костел св. Елжбети